# Samson Cerfberr de Medelsheim
Pour les autres membres de la famille, voir Famille Cerfberr de Medelsheim.
Samson Cerfberr de Medelsheim (1778, Strasbourg - 8 décembre 1826, Paris), dit Ibrahim Manṣur Effendi, est un aventurier, militaire et homme de lettres français.

## Biographie
Petit-fils de Cerfberr de Medelsheim, il mena une vie d'aventure, changeant plusieurs fois de nom et se convertissant à l'Islam. Il s'engage dans l'armée française en 1798, puis dans l'armée turque en 1802. En 1813, il rejoint l'armée bosnienne pour combattre les troupes serbes. Il passe ensuite au service de l'armée d'Ali Pacha de Janina en 1814. Il séjourna également en Autriche, en Westphalie et à Naples.
Il rentre en France en 1819, publia Mémoires sur la Grèce et l'Albanie pendant le gouvernement d'Ali-Pacha, avant de se suicider à Paris en 1826.

## Publications
- Mémoires sur la Grèce et l'Albanie pendant le gouvernement d'Ali-Pacha, Paris 1826. Seconde edition en 1827, en ligne de Google books, seconde edition en 1828, en ligne de Google books

## Sources
- La Grande Encyclopédie, tome 10, Paris 1885-1906
- Nouveau Larousse illustré, tome 2, 1898
- Allgemeine Zeitung des Judenthums, Leipzig, 1841
- Claudie Paye (d), Der französischen Sprache mächtig, Munich, 2013
- Max Polonovski, « Un aventurier mythomane sous l'Empire : Samson Cerfberr », Revue des études juives,‎ 1995, p. 43-76